# マチュアライフ北海道
マチュアライフ北海道(マチュアライフほっかいどう、Mature Life Hokkaido)は、テレビ北海道で2016年4月3日から2018年3月25日まで放送されていた、生活情報ドキュメンタリー教養番組である。

## 概要
自立した女性を「マチュア」と呼ぶのに対し、「Mature」を直訳すると円熟の意味になり…セカンドライフを楽しむ1947年生前後の団塊の世代から、1986年代生まれまでの女性を「マチュア世代」（Mature Generation）と呼び、マチュア世代の女性の円熟味のある体験をドキュメンタリーで描く。
「マチュアトピックス」では、美と健康に関する情報をおくる。
なお、再放送は日曜日未明の映画番組「シネマ☆ランデブー」の直後にて不定、同枠で特番編成がある日は再放送休止の可能性あり。

## 出演者
番組ナビゲーター
中島亜梨沙
番組レギュラー
- 前田典子
2016年4月10日放送分の第2回以降。

ナレーター
- 森基誉則
- 千葉真澄(テレビ北海道アナウンサー)※放送開始時点。

## 関連番組
- 「ぶっちゃけ!終活TV」〜ばら色の佳生〜[8]（テレビ北海道で当番組再放送枠前の土曜朝に放送された、類似視聴者層向け生活情報番組）
- 団塊スタイル（番組コンセプトがほぼ同一）